# Die zwölf wilden Enten
Die zwölf wilden Enten ist ein Märchen (AaTh 451), das im norwegischen, dänischen, polnischen, slowakischen, rumänischen und griechischen Sprachraum sowie in Deutschland, Österreich und der Schweiz bekannt ist.

## Handlung
Einst, in einem Winter, bekam eine Königin Nasenbluten, wodurch ihr rotes Blut in den weißen Schnee tropfte. Dabei sprach sie leise vor sich hin, dass wenn sie eine Tochter in diesen Farben hätte, sie sich um ihre zwölf Söhne nicht weiter grämen würde, woraufhin ihr eine Trollhexe den Wunsch erfüllte.
Die Königin bekam ihre Tochter, gab ihr den Namen Schneeweiß und Rosenroth und als diese getauft wurde, verwandelten sich ihre Brüder in zwölf wilde Enten, die davonflogen. Nachdem Schneeweiß und Rosenroth herangewachsen war, erzählte die Mutter ihr, was mit ihren zwölf Brüder geschehen war, also begab sich die Prinzessin, die sich deshalb schuldig fühlte, auf die Suche nach diesen. Durch einen Traum fand sie das Häuschen der Brüder, die jedoch gerade nicht zu Hause waren, woraufhin sie die Hausarbeit erledigte und das Essen zubereitete. Anschließend versteckte sie sich, wobei sie aber einen silbernen Löffel auf dem Tisch liegen ließ, der denen glich, die einst auch ihren Brüdern gegeben wurden. Als dann die wilden Enten herangeflogen kamen und sich im Häuschen in die zwölf Prinzen verwandelten, entdeckten sie durch den übrigen silbernen Löffel ihre Schwester, die ihren Brüdern versprach, sie zu erlösen, wofür sie zwölf Mützen, zwölf Hemden und zwölf Halstücher aus Dunen von der Butterblume fertigen musste, ohne dabei zu sprechen, zu weinen oder zu lachen.
Als sich Schneeweiß und Rosenroth wieder einmal auf der Butterblumenwiese befand, von der sie pflückte, begegnete ihr ein junger König, dem die schöne Jungfrau gefiel. Er nahm sie mit auf sein Schloss, wo er sie heiratete und sie gebar ihm dort drei Kinder, die jedoch allesamt von der alten Königin, der Stiefmutter des Königs, in eine Schlangengrube geworfen wurden. Die Alte bestrich zudem den Mund der stummen Königin mit Blut, sodass es so aussah, als ob sie ihre Kinder aufgefressen hätte, infolgedessen der König schließlich den Befehl gab, Schneeweiß und Rosenroth auf dem Scheiterhaufen zu verbrennen. Da aber kamen die zwölf wilden Enten angeflogen, um ihrer Schwester beizustehen und verwandelten sich durch die fast fertigen Kleidungsstücke zurück in die Prinzen, wobei der Jüngste von ihnen, statt des linken Arms, einen Entenflügel behielt. Sogleich war Schneeweiß und Rosenroth von ihrem Schweigen erlöst, wodurch sie dem König von den Taten der alten Königin berichten konnte. In der Folge fanden sich die drei Kinder lebend in der Schlangengrube, wohingegen die böse Alte von Pferden in Stücke gerissen wurde. Schneeweiß und Rosenroth aber trat zusammen mit ihrem Gemahl, ihren Kindern und ihren Brüdern den Heimweg an, um große Freude zu ihren Eltern zu bringen.

## Versionen und Hintergrund
Diese Version stammt aus dem Werk Norwegische Volksmärchen (Berlin 1908), das Märchen von Peter Christen Asbjørnsen und Jørgen Engebretsen Moe enthält. Sie wurde von Asbjørnsen gesammelt und trägt im Deutschen den Titel Die zwölf wilden Enten, den auch Rudolph Müldener für seine bereits 1865, in seinem Werk Nordisches Märchenbuch (Langensalza 1865) veröffentlichte, selbe Version verwendete und den Titel Die zwölf Wildenten. Sie beginnt mit einem schneewittchenartigen Anfang, setzt sich aber vor allem aus zwei Teilen zusammen, die den Märchen Die sieben Raben und Die zwölf Brüder der Brüder Grimm ähneln.
In einer sehr ähnlichen dänischen Version von Evald Tang Kristensen, die den Titel Die sieben Wildenten erhielt, muss Schneeweiß und Rosenrot Hemden und Handtücher aus Gras fertigen. Kristensen zeichnete diese Version 1874 in Vistorp, Gem. Grove (Westjütland) nach der Häuslerin Ane Marie Sørensdatter auf.
Es existieren etliche weitere europäische Varianten, die den Stoff der Märchen Die sieben Raben und Die zwölf Brüder verbinden, wobei die Brüder sich aber stets in Raben verwandeln. Drei deutschsprachige Varianten, die allesamt den Titel Die drei Raben tragen, finden sich in Ernst Heinrich Meiers Werk Deutsche Volksmärchen aus Schwaben (Nr. 49, Stuttgart 1852), der Publikation Carinthia I, Zeitschrift des Kärntner Geschichtsvereins 56 (S. 95f, mitgeteilt von J. Egger), in der 1866 eine österreichische Kurzfassung des Märchens erschien und in den Kinder- und Hausmärchen aus der Schweiz (Nr. 7, Aarau 1869) von Otto Sutermeister, dessen Version auf das aus St. Gallen stammende Gedicht Schön Frida (S. 103) aus dem 1827 publizierten Werk Lieder und Sagen aus der Schweiz zurückgeht. Ferner ist auch die Version aus Theodor Vernalekens Kinder- und Hausmärchen in den Alpenländern (Nr. 5, Wien 1863), die den Titel Die sieben Raben trägt, verwandt.
Zudem existieren auch eine polnische Version von Oskar Kolberg, die im Deutschen den Titel Die sieben Rabenbrüder erhielt, eine slowakische von Frank Wollman, die 1934 in Terchová von L. Šimovič nach dem Erzähler Jozef Durkov aufgezeichnet wurde und als Von den drei Rabenbrüdern übersetzt wurde, eine friesische aus Julius Brörings Das Saterland. Eine Darstellung von Land, Leben, Leuten in Wort und Bild, die im Deutschen unter dem Titel Die zwei Saatkrähen veröffentlicht wurde sowie eine griechische von Georgios A. Megas, die den Titel Die sieben Raben bekam und aus der Sammlung von Maria Liudaki  stammt. In der rumänischen Version Der gläserne Berg aus dem Werk Märchen und Sagen aus dem Banater Bergland (Bukarest 1974, Nr. 25) von Alexander Tietz erlöst ein Mädchen ihre zwölf in Raben verwandelte Brüder vom Glasberg, indem sie ein Jahr lang auf einen Baum sitzend ein Buch liest und währenddessen weder spricht noch deutet.